# 제15보병사단 (대한민국)
제15보병사단(第十五步兵師團, 15th Infantry Division, 상징명칭: 승리부대)은 휴전선 중동부 전선을 맡고 있는 대한민국 육군의 보병사단이다. 경례 구호는 필승이다. 강원특별자치도 화천군에 주둔하고 있다.

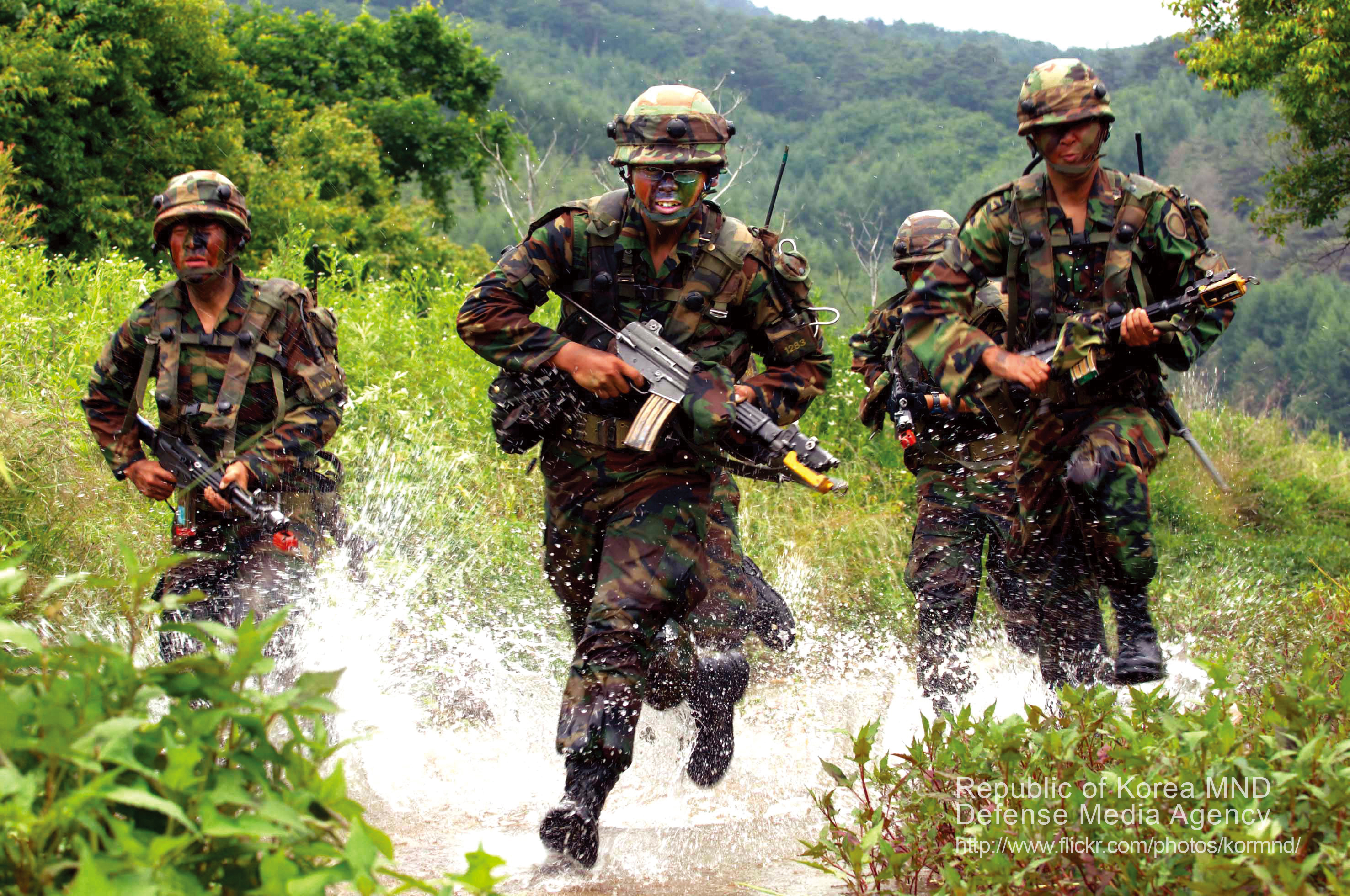
과학화전투훈련 중인 제15보병사단 장병들

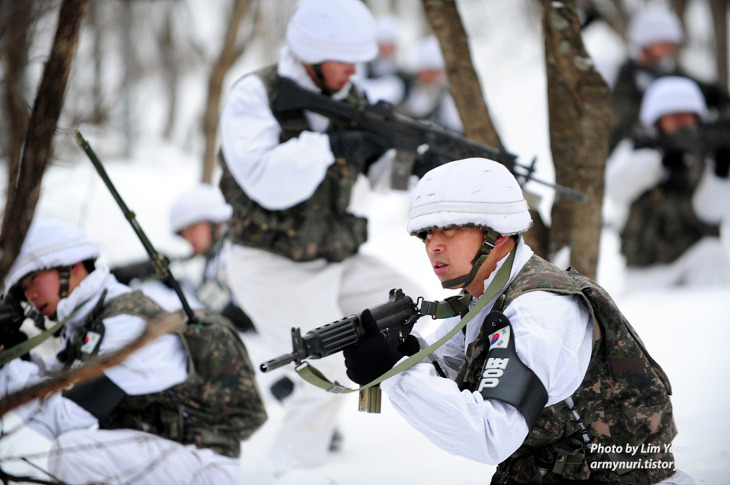
DMZ 수색작전 중인 제15보병사단 장병들

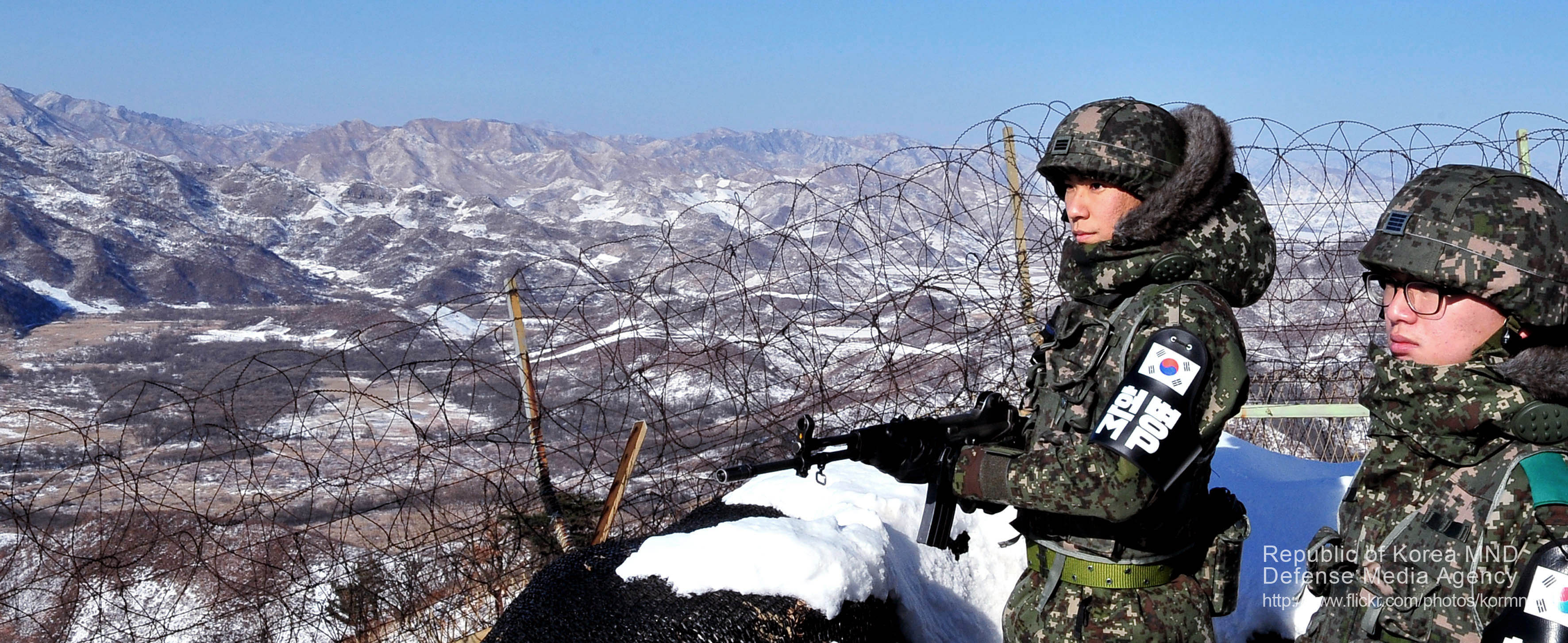
GOP 경계임무를 수행하고 있는 제15보병사단 장병들

## 역사
한국 전쟁이 한창인 1952년 11월 8일, 거제도 포로수용소를 경비 중이던 38, 39, 50연대를 기반으로 육군 직할부대로 강원도 양양군에서 창설되었다. 초대 사단장은 이정석(李貞錫) 준장이다. 창설 후 기초 훈련을 마치고 5사단의 작전지역을 인수해 한국전쟁에 참전한다. 1953년부터는 1군단에 배속되어 강원도 고성지구 전투에 참전하여 351고지 전투를 비롯한 16회의 전투를 통해 북한 7사단 주력을 섬멸하는 혁혁한 전과를 올려 현재의 동해안 최북단까지 형성된 휴전선을 확정짓는데 결정적인 기여를 하였다. 당시 이승만 대통령은 부대를 방문하여 15사단을 "싸우면 반드시 이기는 부대"로 높이 평가하고, 승리부대라는 별칭을 부여했다. 총 48회에 걸친 대침투작전을 수행하였고 대통령 부대표창(9회)과 2년 연속 합참 전투준비태세 우수부대, 지난해 제1야전군 통합전투준비태세 우수부대 등의 전통을 이어가고 있다.
1960년대 초반까지는 경기도 여주시, 이천시에서 주둔하다가 철원군과 양평군을 거쳐 2군단에 배속되어 1964년부터 현재까지 철원군과 화천군에 주둔중이다. 7사단, 27사단과 함께 배속되어 있고 전방은 철원 일부, 화천에 걸쳐있으며, 사단본부는 화천에 위치한다.
1996년에는 수해로 인해 사단 사령부를 포함한 거의 모든 지역이 초토화되었고, 18명의 장병들이 사망하기도 하였다. 현재는 전투보병사단으로 7사단과 함께 DMZ 책임지역을 관리하고 1차적으로 적의 도발을 방어하는 최일선 부대이다.
2020년 12월 1일부로 사단 예하 4개 연대가 각각 여단으로 개칭 및 개편되었다. 2022년 9월 1일에 제27보병사단이 해체됨에 따라 기존 27사단 주둔 지역으로 사단본부를 비롯한 일부 여단급, 대대급 부대가 이전 재배치될 예정이다.

## 임무
주된 임무는 화천군, 철원군의 전방지역 일대를 수색 및 경계하며 남침에 대비한다.

## 편성
- 사단본부
- 제38보병여단 (번개) - GOP경계
  - 여단본부 및 연대직할대
  - 제1대대 (FEBA)
  - 제2대대 (GOP)
  - 제3대대 (FEBA)
- 제39보병여단 (을지) - GOP경계
  - 여단본부 및 연대직할대
  - 제1대대
  - 제2대대 (GOP)
  - 제3대대 (GOP)
- 제50보병여단 (독수리)
  - 여단본부 및 연대직할대
  - 제1대대 (신병교육대대)
  - 제2대대
  - 제3대대
- 포병여단 (명포)
  - 여단본부
  - 제26포병대대 (상무/철인)
  - 제67포병대대 (충무)
  - 제68포병대대 (청룡)
  - 제998포병대대 (백호)
- 사단직할대
  - 공병대대
  - 정보통신대대
  - 수색대대 (호랑이)
  - 군수지원대대
  - 의무대대
  - 군사경찰대대
  - 화생방대대
  - 본부근무대
  - 전차대대
  - 방공중대
  - 보충중대

## 같이 보기
- GOP
- GP